# Benimaclet
Benimaclet est le 14e district de la ville de Valence, en Espagne. Il est bordé au nord par la municipalité d'Alboraia, à l'est par Algirós, au sud par El Pla del Real et à l'ouest par Rascaña et La Zaidía. Le district était autrefois une municipalité indépendante jusqu'en 1878 avant de devenir cette même année un  district de Valence, le restant jusqu'en 1972, date à laquelle elle est intégrée à la ville en tant que district. Il est composé de deux quartiers : Benimaclet et Camí de Vera. Il recense 28 064 habitants en 2022.

## Toponyme
Le toponyme dérive de l'arabe بني مخلد (banī Maḫlad) « fils de Majlad », noms communs des fermes musulmanes et qui montrent l'importance de cette famille dans la fondation de Benimaclet.

## Géographie physique

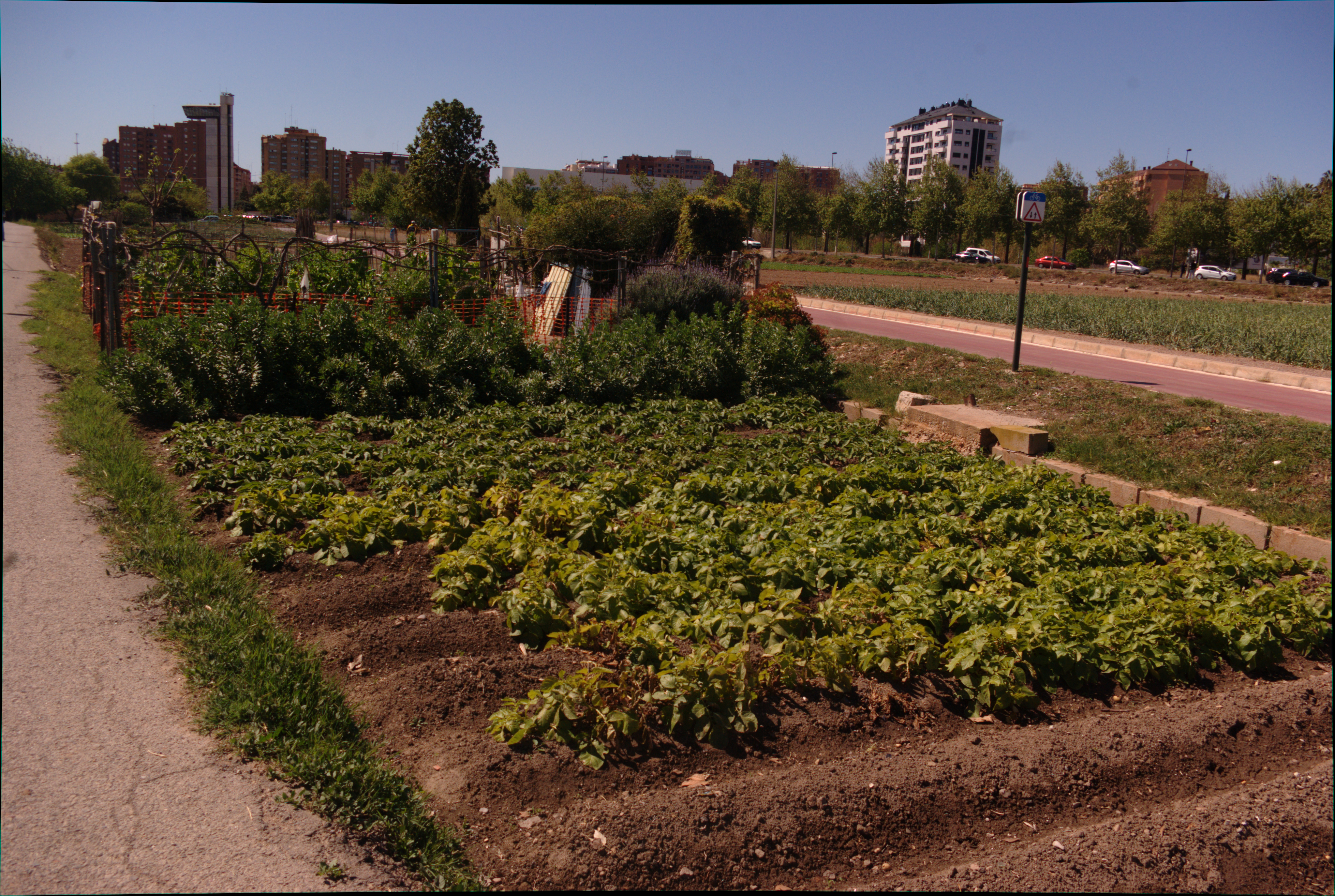
Verger urbain à proximité du périphérique Ronda Norte.

L'actuel quartier de Benimaclet comprend le vieux village et les zones urbanisées qui l'entourent, ainsi que la zone où se trouve l'université polytechnique de Valence, connue sous le nom de campus Vera. Avec l'achèvement du périphérique nord de Valence et l'urbanisation des terres, la huerta disparaît progressivement.

## Histoire
Les origines de Benimaclet se trouvent, comme son nom l'indique, dans une ferme andalouse qui tomba entre les mains de Jacques Ier d'Aragon lors de la campagne de conquête de Valence. Le Llibre del Repartiment fait état de sa donation aux frères Gimeno et à García Pérez de Pina. Jusqu'à l'époque du patriarche Juan de Ribera, son cimetière (fossar) était remarquable et a même donné son nom au quartier voisin.